# Oued El Kerma
Pour les articles homonymes, voir Kerma (homonymie).
 (novembre 2015).
Si vous disposez d'ouvrages ou d'articles de référence ou si vous connaissez des sites web de qualité traitant du thème abordé ici, merci de compléter l'article en donnant les références utiles à sa vérifiabilité et en les liant à la section « Notes et références ».
L'Oued El Kerma est un cours d'eau, qui prend naissance dans le sahel algérois, il traverse d'ouest en est la banlieue sud-ouest d'Alger pour se jeter dans l'oued El Harrach dont il est l'un des principaux affluents.

## Description
Son cours prend naissance entre Ouled Fayet et Douera et contourne Baba Hassen par le sud le long de l'actuelle 2e rocade sud d'Alger, puis passe entre Saoula et Meridja pour passer par le lieu-dit Oued El Kerma et trouver l'Oued El Harrach.
Il traverse des zones récemment urbanisées alors qu'il n'a pas été recalibré. Sa crue provoque souvent des dégâts matériels notamment au niveau RN63 entre Baba Hassen et Khraicia.
Dans le cadre du projet d'améngement de l'Oued El Harrach, un grand collecteur d'une longueur de 13 km tout au long de l'oued El Kerma est encours de construction.